# تپه زرنق ۲
تپه زرنق ۲ مربوط به دوره اشکانیان است و در شهرستان میانه، بخش مرکزی، دهستان کله بوز شرقی، ۸۰۰ متری جنوب روستای زرنق واقع شده و این اثر در تاریخ ۱۳ خرداد ۱۳۸۶ با شمارهٔ ثبت ۱۹۲۱۱ به‌عنوان یکی از آثار ملی ایران به ثبت رسیده است.